# 40 Batalion Ochrony Pogranicza
Samodzielny Batalion Ochrony Pogranicza nr 40 – samodzielny pododdział Wojsk Ochrony Pogranicza pełniący służbę ochronną na granicy polsko-niemieckiej.

## Formowanie i zmiany organizacyjne
Na podstawie rozkazu MON nr 055/org. z 20 marca 1948, na bazie Szczecińskiego Oddziału WOP nr 3, sformowano 8 Brygadę Ochrony Pogranicza, a 12 komendę odcinka WOP przemianowano na batalion Ochrony Pogranicza nr 40.
Rozkazem Ministra Obrony Narodowej nr 205/Org. z 4 grudnia 1948, z dniem 1 stycznia 1949, Wojska Ochrony Pogranicza podporządkowano Ministerstwu Bezpieczeństwa Publicznego. Zaopatrzenie batalionu przejęła Komenda Wojewódzka Milicji Obywatelskiej.
Z dniem 1 stycznia 1951, na podstawie rozkazu MBP nr 043/org z 3 czerwca 1950, na bazie 8 Brygady Ochrony Pogranicza, sformowano 12 Brygadę Wojsk Ochrony Pogranicza, a 40 batalion Ochrony Pogranicza przemianowano na 122 batalion WOP.

## Struktura organizacyjna
dowództwo i sztab batalionu - Chojna 
- strażnica nr 56 – Cedynia
- strażnica nr 57 – Piasek
- strażnica nr 58 – Krajnik Górny
- strażnica nr 59  – Widuchowa
- strażnica nr 60 – Gryfino